# Criminalidade no Afeganistão
A Criminalidade no Afeganistão é presente no país de várias formas, que são, em grande maioria os seguintes atos: assassinato, assassinato por encomenda, sequestro, tráfico de drogas, lavagem de dinheiro, fraude, corrupção, mercado negro, e outros crimes comuns.
O cultivo de papoila-dormideira e o tráfico de drogas possuem um papel importante na economia e situação política do Afeganistão nos últimos vinte e cinco anos.  No rescaldo da guerra soviética no Afeganistão, o cultivo de papoula aumentou no país. Muitos anti-soviéticos mujahideen comandantes tributados cultivo de papoula, mesmo participado diretamente no comércio de drogas ilícitas para o financiamento militar. Embora o Taliban condenou o cultivo de substâncias entorpecentes, exigências de dinheiro incentivado tolerância e tributação de cultivo de drogas.  Em 1999, o Afeganistão produziu um pico de mais de 4.581 toneladas métricas de ópio bruto e refinado.  Isso levou a uma crescente pressão internacional dos estados com população consumidora de drogas do Afeganistão. Em resposta, o Talibã proibiu o cultivo da papoula no final de 2000, mas permitiu a continuação do comércio de ópio. De acordo com a proibição, o cultivo da papoula do ópio foi reduzida para 185 mil toneladas.Esta pouca produção de ópio continuou em áreas sob o controle da Frente Unida Islâmica para a Salvação do Afeganistão.
Desde a queda dos talibãs em 2001, o cultivo e o tráfico de ópio aumentou significativamente. Em todo o país os comandantes de milícias regionais, organizações criminosas e funcionários corruptos do governo envolvidos no tráfico de drogas como uma fonte de receita. Alguns grupos anti-governamentais fazem lucro do tráfico de drogas. Devido a esses fatores, o tráfico de drogas aumenta a instabilidade política no país, e é uma ameaça para a fraca segurança interna do país e do embrionário governo democrático.
O Afeganistão é o maior produtor mundial de ópio e, em 2001 foi a fonte de 87% do ópio ilícito do mundo. 80-90% da heroína consumida na Europa vem do ópio produzido no Afeganistão. De acordo com um inquérito realizado em 2007 pelo Escritório das Nações Unidas sobre Drogas e Crime, 93% dos opiáceos no mercado mundial teve origem no Afeganistão.
O desemprego entre uma grande parcela da população e rudimentares serviços básicos são os principais fatores por trás do crime. Outras formas de criminalidade incluem roubo, bem como sequestros e assalto. Muitas revoltas ocorreram no país em resposta a vários políticos e outras questões.
Desde a queda dos talibãs, a taxa de criminalidade tem aumentado significativamente na capital Cabul. Assaltos à mão armada são regularmente relatados nos distritos do oeste de Cabul. Entre março de 2002 a janeiro de 2003, 48 casos de homicídios, 80 de roubo e 12 de sequestros foram relatados dentro das fronteiras municipais de Cabul.